# Natsu no Arashi!
Natsu no Arashi! (夏のあらし!) là một loạt manga được thực hiện bởi Kobayashi Jin người được biết nhiều với tác phẩm School Rumble trước đó. Loạt manga bắt đầu đăng trên tạp chí truyện tranh dành cho shōnen là Gangan Wing của Square Enix từ ngày 25 tháng 8 năm 2006 đến ngày 22 tháng 9 năm 2010. Cốt truyện xoay quanh cậu bé Yasaka 13 tuổi người đã về ở nhà của ông mình trong dịp nghỉ hè, tại đây cậu đã gặp một cô gái trẻ 16 tuổi tên Arashi trong một quán nước và cậu cũng đã xin vào làm tại đây sau đó. Nhưng trên thực chất Arashi là một linh hồn người có thể đi vượt thời gian, cô cũng có những người bạn linh hồn khác có cùng khả năng. Yasaka và Arashi đã thực hiện nhiều chuyến hành trình vượt thời gian cùng nhau để giải quyết vài việc và làm cho mọi chuyện rối tung lên hơn là giải quyết nó.
Shaft đã chuyển thể loạt manga thành anime và phát sóng tại Nhật Bản từ ngày 07 tháng 4 đến ngày 29 tháng 6 năm 2009. Bộ anime thứ hai tên Natsu no Arashi! Akinai-chū cũng được thực hiện và phát sóng từ ngày 04 tháng 10 đến ngày 27 tháng 12 năm 2009.

## Tổng quan

### Nhân vật
Yasaka Hajime (八坂 一, やさか はじめ)
Lồng tiếng bởi: Sanpei Yūko
Arashiyama Sayoko (嵐山 小夜子, あらしやま さよこ)
Lồng tiếng bởi: Shiraishi Ryōko
Kaja Bergmann (カヤ・バーグマン)
Lồng tiếng bởi: Nazuka Kaori
Kamigamo Jun (上賀茂 潤, かみがも じゅん)
Lồng tiếng bởi: Omigawa Chiaki
Master (マスター) / Sayaka (さやか)
Lồng tiếng bởi: Nabatame Hitomi
Gurasan (グラサン) / Murata Hideo (村田 英雄, むらた ひでお)
Lồng tiếng bởi: Yasumoto Hiroki
Fushimi Yayoi (伏見 やよゐ, ふしみ やよい)
Lồng tiếng bởi: Nonaka Ai
Yamazaki Kanako (山崎 加奈子, やまざき かなこ)
Lồng tiếng bởi: Horie Yui
Yamashiro Takeshi (山代 武士, やましろ たけし)
Lồng tiếng bởi: Sugita Tomokazu
Tenchō (店長) / Maruyama (丸山, まるやま)
Lồng tiếng bởi: Takewaka Takuma
Arashiyama Rintarō (嵐山 麟太郎, あらしやま りんたろう)
Lồng tiếng bởi: Koyama Rikiya
Himekawa Yōko (姫川 ようこ, ひめかわ ようこ)
Lồng tiếng bởi: Nakajima Saki
Kamigamo Kyōko (上賀茂 京子, かみがも きょうこ)
Lồng tiếng bởi: Neya Michiko
Inoda Ikue (猪田 いく江, いのだ いくえ)
Mugi-san (麦さん, むぎさん)

#### Anime
Shioya (塩谷, しおや)
Lồng tiếng bởi: Sugita Tomokazu
Sogoru Kazuo (十五流 一夫, そごる かずお)
Lồng tiếng bởi: Sugita Tomokazu
Anamori Yoshimi (穴守 好実, あなもり よしみ)
Lồng tiếng bởi: Kobayashi Yū
Umeyashiki (梅屋敷, うめやしき)
Lồng tiếng bởi: Koshimizu Ami

## Truyền thông

### Manga
Loạt manga được viết và vẽ bởi Kobayashi Jin. Loạt manga bắt đầu đăng trên tạp chí truyện tranh dành cho shōnen là Gangan Wing của Square Enix từ ngày 25 tháng 8 năm 2006 đến ngày 22 tháng 9 năm 2010. Các chương sau đó đã được tập hợp lại và in thành 8 tankōbon. Tong Li đã đăng ký bản quyền loạt manga này tại Đài Loan.

### Radio Internet
Một chương trình phát thanh trên mạng có tựa Hakobune Kyūkei Shitsu (方舟休憩室) đã được thực hiện và phát trên trang mạng của Starchild từ ngày 04 tháng 7 đến ngày 28 tháng 9 năm 2009. Tất cả gồm 6 chương trình cùng một chương trình đặc biệt. Người dẫn chương trình chính là nhân vật Kamigamo Jun (1-3) và Murata Hideo (4-6). Chương trình này trả lời thư của người hâm mộ, giới thiệu anime và một số đoạn drama.

### Anime
Shaft đã chuyển thể loạt manga thành anime với sự đạo diễn của Shinbo Akiyuki, Takayama Katsuhiko biện soạn cốt truyện và Ota Kazuhiro thiết kế nhân vật. Bộ anime đã phát sóng tại Nhật Bản từ ngày 07 tháng 4 đến ngày 29 tháng 6 năm 2009 với 13 tập trên kênh TV Tokyo và phát lại trên các kênh TV Osaka, TV Aichi, TV Hokkaido, TV Setouchi, AT-X và TVQ Kyūshū.
Bộ anime thứ hai tên Natsu no Arashi! Akinai-chū (夏のあらし! 春夏冬中) ngày 04 tháng 10 đến ngày 27 tháng 12 năm 2009 cũng với 13 tập trên kênh TV Tokyo và phát lại trên các kênh TV Osaka, TV Aichi, TV Hokkaido, TV Setouchi, AT-X và TVQ Kyūshū.

### Âm nhạc
Bộ anime thứ nhất có bốn bài hát chủ đề, một mở đầu và ba kết thúc. Bài hát mở đầu có Atashi Dake ni Kakete (あたしだけにかけて) do Omokage Lucky Hole trình bày, đĩa đơn chứa bài hát đã phát hành vào ngày 13 tháng 5 năm 2009. Bài hat kết thúc thứ nhất có tên Kirari Futari (キラリフタリ) do Shiraishi Ryoko trình bày dùng trong hầu hết các tập của bộ anime, đĩa đơn chứa bài hát đã phát hành vào ngày 27 tháng 5 năm 2009 với hai phiên bản giới hạn và bình thường, phiên bản giới hạn đính kèm một đĩa chứa đoạn phim trình bày nhạc phẩm. Bài hát thúc thứ hai có tên Hito Natsu no Keiken (ひと夏の経験) cũng do Shiraishi Ryoko trình bày dùng trong tập 6, bài hát đã phát hành chung với album chứa các bài hát do các nhân vật trình bày vào ngày 08 tháng 7 năm 2009. Bài hát thúc thứ ba có tên Kassai (喝采) do Horie Yui trình bày dùng trong tập 11, bài hát đã phát hành chung với album chứa các bản nhạc dùng trong bộ anime vào ngày 23 tháng 7 năm 2009.
| Atashi Dake ni Kakete (あたしだけにかけて) | Atashi Dake ni Kakete (あたしだけにかけて)                                     | Atashi Dake ni Kakete (あたしだけにかけて) |
| STT                                        | Nhan đề                                                                        | Thời lượng                                 |
| ------------------------------------------ | ------------------------------------------------------------------------------ | ------------------------------------------ |
| 1.                                         | "Atashi Dake ni Kakete (あたしだけにかけて)"                                   | 4:05                                       |
| 2.                                         | "SO-SO-I-DE"                                                                   | 3:54                                       |
| 3.                                         | "Atashi Dake ni Kakete (off vocal ver.) (あたしだけにかけて (off vocal ver.))" | 4:05                                       |
| 4.                                         | "SO-SO-I-DE (off vocal ver.)"                                                  | 3:55                                       |
| Tổng thời lượng:                           | Tổng thời lượng:                                                               | 15:59                                      |

| Kirari Futari (キラリフタリ) | Kirari Futari (キラリフタリ)                                     | Kirari Futari (キラリフタリ) |
| STT                          | Nhan đề                                                          | Thời lượng                   |
| ---------------------------- | ---------------------------------------------------------------- | ---------------------------- |
| 1.                           | "Kirari Futari (キラリフタリ)"                                   | 4:19                         |
| 2.                           | "Kanjiru Power (感じるパワー)"                                   | 4:00                         |
| 3.                           | "Kirari Futari (off vocal ver.) (キラリフタリ (off vocal ver.))" | 4:19                         |
| 4.                           | "Kanjiru Power (off vocal ver.) (感じるパワー (off vocal ver.))" | 4:00                         |
| Tổng thời lượng:             | Tổng thời lượng:                                                 | 16:38                        |

| TV Anime"Natsu no Arashi!"Original Soundtrack"Hakobune Ongakukan"(ＴＶアニメ「夏のあらし！」サウンドトラック「方舟音楽館」) | TV Anime"Natsu no Arashi!"Original Soundtrack"Hakobune Ongakukan"(ＴＶアニメ「夏のあらし！」サウンドトラック「方舟音楽館」) | TV Anime"Natsu no Arashi!"Original Soundtrack"Hakobune Ongakukan"(ＴＶアニメ「夏のあらし！」サウンドトラック「方舟音楽館」) |
| STT | Nhan đề | Thời lượng |
| --- | --- | --- |
| 1. | "Arashiyama Sayoko (嵐山小夜子)"                                                                                            | 2:00 |
| 2. | "Yasaka Hajime (八坂一)" | 1:10 |
| 3. | "Jiyuu Kenkyuu (自由研究)"                                                                                                  | 1:28 |
| 4. | "Gyaku Kaiten Tokei (逆回転時計)"                                                                                           | 0:58 |
| 5. | "Hitoto Arashi (一とあらし)"                                                                                                | 1:50 |
| 6. | "Jun (潤)" | 1:48 |
| 7. | "Nukiashi, Sashiashi (抜き足、差し足)"                                                                                      | 1:29 |
| 8. | "Kyoufu to no Taiji (恐怖との対峙)"                                                                                         | 1:30 |
| 9. | "Himeta Ketsui (秘めた決意)"                                                                                                | 2:17 |
| 10. | "Shio no Nai Table (塩のないテーブル)"                                                                                      | 1:15 |
| 11. | "Kaya (カヤ)" | 1:49 |
| 12. | "Hiren (悲恋)" | 1:47 |
| 13. | "Sensou no Toki (戦争のとき)"                                                                                               | 1:28 |
| 14. | "Primitive・Night (プリミティブ・ナイト)"                                                                                   | 1:34 |
| 15. | "Arashi no Natsu (あらしの夏)"                                                                                              | 1:08 |
| 16. | "Cutie・Strawberry (キューティー・ストロベリー)"                                                                            | 1:04 |
| 17. | "Glassun (グラサン)" | 1:43 |
| 18. | "Reiko- Hitotsu, Hairimasu (冷コーひとつ、入ります)"                                                                        | 2:02 |
| 19. | "Hitoden・Karasawagi Hen (一傳・から騒ぎ篇)"                                                                                | 1:16 |
| 20. | "Ookurayama Koukou Jogakkou (大倉山高等女学校)"                                                                             | 2:09 |
| 21. | "Semarikuru Kuushuu (迫り来る空襲)"                                                                                         | 1:13 |
| 22. | "Gouka (業火)" | 1:15 |
| 23. | "Bojou (慕情)" | 1:26 |
| 24. | "Daimei no Nai Heya (題名の無い部屋)"                                                                                       | 1:38 |
| 25. | "Yuganda Kuukan (歪んだ空間)"                                                                                               | 1:10 |
| 26. | "Rasen (螺旋)" | 1:27 |
| 27. | "Mastaer (マスター)" | 1:20 |
| 28. | "Hitoden・Kanshou Hen (一傳・感傷篇)"                                                                                       | 0:43 |
| 29. | "Hitoden・Ukkari Hen (一傳・うっかり篇)"                                                                                    | 1:01 |
| 30. | "Shukumei no Fight! (宿命のFight!)"                                                                                         | 1:11 |
| 31. | "Chikyuu Boushou Gun (地球防衛軍)"                                                                                          | 1:44 |
| 32. | "Manukarezareu Kyaku (招かれざる客)"                                                                                        | 2:06 |
| 33. | "Hakobune Tango -Kimyou na Kissaten- (方舟 Tango－奇妙な喫茶店－)"                                                          | 2:00 |
| 34. | "Finale (フィナーレ)" | 3:58 |
| 35. | "Watashi wa Shitteiru (わたしは知っている)"                                                                                 | 1:32 |
| 36. | "Soushunfu (早春賦)" | 1:32 |
| 37. | "Atashi Dake ni Kakete (Binetsu Hen) (あたしだけにかけて （微熱篇）)"                                                       | 1:32 |
| 38. | "Atashi Dake ni Kakete (Sasayaki Hen) (あたしだけにかけて （囁き篇）)"                                                      | 1:32 |
| 39. | "Atashi Dake ni Kakete (Natsu no Nagasode Hen) (あたしだけにかけて （夏の長袖篇）)"                                         | 1:32 |
| 40. | "Atashi Dake ni Kakete (Oshioki Hen) (あたしだけにかけて （お仕置き篇）)"                                                   | 1:32 |
| 41. | "Atashi Dake ni Kakete (Natsu no Arashi Hen) (あたしだけにかけて （夏の嵐篇）)"                                             | 1:32 |
| 42. | "Atashi Dake ni Kakete (Dai 6 Kan Hen) (あたしだけにかけて （第6感篇）)"                                                    | 1:32 |
| 43. | "Atashi Dake ni Kakete (Namiuchigiwa Hen) (あたしだけにかけて （波打ち際篇）)"                                              | 1:32 |
| 44. | "Atashi Dake ni Kakete (8 do 5 fun Hen) (あたしだけにかけて（8度5分篇）)"                                                   | 1:32 |
| 45. | "Atashi Dake ni Kakete (Mou Modorenaindesu Hen) (あたしだけにかけて （もう戻れないんです篇）)"                              | 1:32 |
| 46. | "Atashi Dake ni Kakete (Tokoton Aishite Hoshii Hen) (あたしだけにかけて （とことん愛して欲しい篇）)"                        | 1:32 |
| 47. | "Atashi Dake ni Kakete (Summer Madness Hen) (あたしだけにかけて （サマーマッドネス篇）)"                                    | 1:32 |
| 48. | "Atashi Dake ni Kakete (Hitomi Tojiru Hen) (あたしだけにかけて （瞳閉じる篇）)"                                             | 1:32 |
| 49. | "Atashi Dake ni Kakete (Natsu no Owari Hen) (あたしだけにかけて （夏の終わり篇）)"                                          | 1:31 |
| 50. | "Kirari Futari (TV Size) (キラリフタリ （テレビサイズ）)"                                                                   | 1:29 |
| Tổng thời lượng: | Tổng thời lượng: | 1:18:25 |

| Natsu no Arashi! Character Song Album"Utagoe Kissa Hakobune"(夏のあらし！ キャラクターソングアルバム「歌声喫茶方舟」) | Natsu no Arashi! Character Song Album"Utagoe Kissa Hakobune"(夏のあらし！ キャラクターソングアルバム「歌声喫茶方舟」) | Natsu no Arashi! Character Song Album"Utagoe Kissa Hakobune"(夏のあらし！ キャラクターソングアルバム「歌声喫茶方舟」) |
| STT | Nhan đề | Thời lượng |
| --- | --- | --- |
| 1. | "Hito Natsu no Keiken (ひと夏の経験)"                                                                                 | 2:40 |
| 2. | "Kokoro no Tabi (心の旅)"                                                                                             | 3:39 |
| 3. | "Yoake no Scat (夜明けのスキャット)"                                                                                  | 3:07 |
| 4. | "Koi no Daiyaru 6700 (恋のダイヤル6700)"                                                                              | 3:00 |
| 5. | "Dou ni mo Tomara nai (どうにもとまらない)"                                                                           | 2:46 |
| 6. | "Minato no Yooko・Yokohama・Yokosuka (港のヨーコ・ヨコハマ・ヨコスカ)"                                                | 4:18 |
| 7. | "Kuro Neko no Tango (黒ネコのタンゴ)"                                                                                 | 2:26 |
| 8. | "Kassai (喝采)" | 3:29 |
| 9. | "Akuma ga Nikui (悪魔がにくい)"                                                                                       | 3:25 |
| 10. | "Southpaw (サウスポー)"                                                                                               | 3:36 |
| 11. | "Toukyou Boogie Woogie (東京ブギウギ)"                                                                                | 3:11 |
| 12. | "Koori no Sekai (氷の世界)"                                                                                           | 3:39 |
| 13. | "Yume wa Yoru Hiraku (夢は夜ひらく)"                                                                                  | 4:01 |
| Tổng thời lượng: | Tổng thời lượng: | 43:17 |

Bộ anime thứ hai có hai bài hát chủ đề, một mở đầu và một kết thúc. Bài hát mở đầu có tên Oyasumi Paradox (おやすみパラドックス) do Yakushimaru Etsuko trình bày, đĩa đơn chứa bài hát đã phát hành vào ngày 21 tháng 10 năm 2009. Bài hát kết thúc có tên Otome no Jyunjyo (乙女の順序) do Shiraishi Ryoko, Nazuka Kaori, Nonaka Ai và Horie Yui trình bày, đĩa đơn chứa bài hát đã phát hành vào ngày 26 tháng 11 năm 2009. Một album chứa các bài hát do các nhân vật trình bày đã phát hành vào ngày 23 tháng 12 năm 2009.
| Oyasumi Paradox (おやすみパラドックス) | Oyasumi Paradox (おやすみパラドックス)                                               | Oyasumi Paradox (おやすみパラドックス) |
| STT                                    | Nhan đề                                                                              | Thời lượng                             |
| -------------------------------------- | ------------------------------------------------------------------------------------ | -------------------------------------- |
| 1.                                     | "Oyasumi Paradox (おやすみパラドックス)"                                             | 4:40                                   |
| 2.                                     | "Jenny wa Gokigen Naname (ジェニーはご機嫌ななめ)"                                   | 3:58                                   |
| 3.                                     | "Oyasumi Paradox (off vocal ver.) (おやすみパラドックス [off vocal ver.])"           | 4:40                                   |
| 4.                                     | "Jenny wa Gokigen Naname (off vocal ver.) (ジェニーはご機嫌ななめ [off vocal ver.])" | 3:56                                   |
| Tổng thời lượng:                       | Tổng thời lượng:                                                                     | 17:14                                  |

| Otome no Jyunjyo (乙女の順序) | Otome no Jyunjyo (乙女の順序)                                              | Otome no Jyunjyo (乙女の順序) |
| STT                           | Nhan đề                                                                    | Thời lượng                    |
| ----------------------------- | -------------------------------------------------------------------------- | ----------------------------- |
| 1.                            | "Otome no Junjo (乙女の順序)"                                              | 3:48                          |
| 2.                            | "Toki wo Kakeru Shoujo (時をかける少女)"                                   | 3:47                          |
| 3.                            | "Otome no Junjo (off vocal ver.) (乙女の順序 (off vocal ver.))"            | 3:48                          |
| 4.                            | "Toki wo Kakeru Shoujo (off vocal ver.) (時をかける少女 (off vocal ver.))" | 3:47                          |
| Tổng thời lượng:              | Tổng thời lượng:                                                           | 15:10                         |

| TV Anime"Natsu no Arashi! Akinai-chū"Character Song Album Utagoe Kissa Hakobune ~Akinai-chū~ (TVアニメ「夏のあらし! ～春夏冬中～」キャラクターソングアルバム 歌声喫茶方舟～アキナイチュウ～) | TV Anime"Natsu no Arashi! Akinai-chū"Character Song Album Utagoe Kissa Hakobune ~Akinai-chū~ (TVアニメ「夏のあらし! ～春夏冬中～」キャラクターソングアルバム 歌声喫茶方舟～アキナイチュウ～) | TV Anime"Natsu no Arashi! Akinai-chū"Character Song Album Utagoe Kissa Hakobune ~Akinai-chū~ (TVアニメ「夏のあらし! ～春夏冬中～」キャラクターソングアルバム 歌声喫茶方舟～アキナイチュウ～) |
| STT | Nhan đề | Thời lượng |
| --- | --- | --- |
| 1. | "Natsuyasumi (夏休み)" | 3:09 |
| 2. | "Gyarando (ギャランドゥ)" | 3:14 |
| 3. | "Mizuiro no Ame (みずいろの雨)" | 3:26 |
| 4. | "Romantic ga Tomara nai (Romanticが止まらない)" | 3:32 |
| 5. | "Gizagiza Heart no Komori Uta (ギザギザハートの子守唄)" | 2:58 |
| 6. | "Amagi Koe (天城越え)" | 4:41 |
| 7. | "Computer Obaa-chan (コンピューターおばあちゃん)" | 2:44 |
| 8. | "Sabashii Nettaigyo (淋しい熱帯魚)" | 4:24 |
| 9. | "Shouwa Blues (昭和ブルース)" | 4:31 |
| 10. | "High School Lullaby (ハイスクールララバイ)" | 3:40 |
| 11. | "Radarman (レーダーマン)" | 3:44 |
| 12. | "Kimi Tachi Kiwi・Papaya・Mango da ne. (君たちキウイ・パパイア・マンゴーだね。)" | 3:22 |
| 13. | "Sailor Fuku to Kikanjuu (セーラー服と機関銃)" | 4:46 |
| Tổng thời lượng: | Tổng thời lượng: | 48:11 |